# Edmonton Oilers

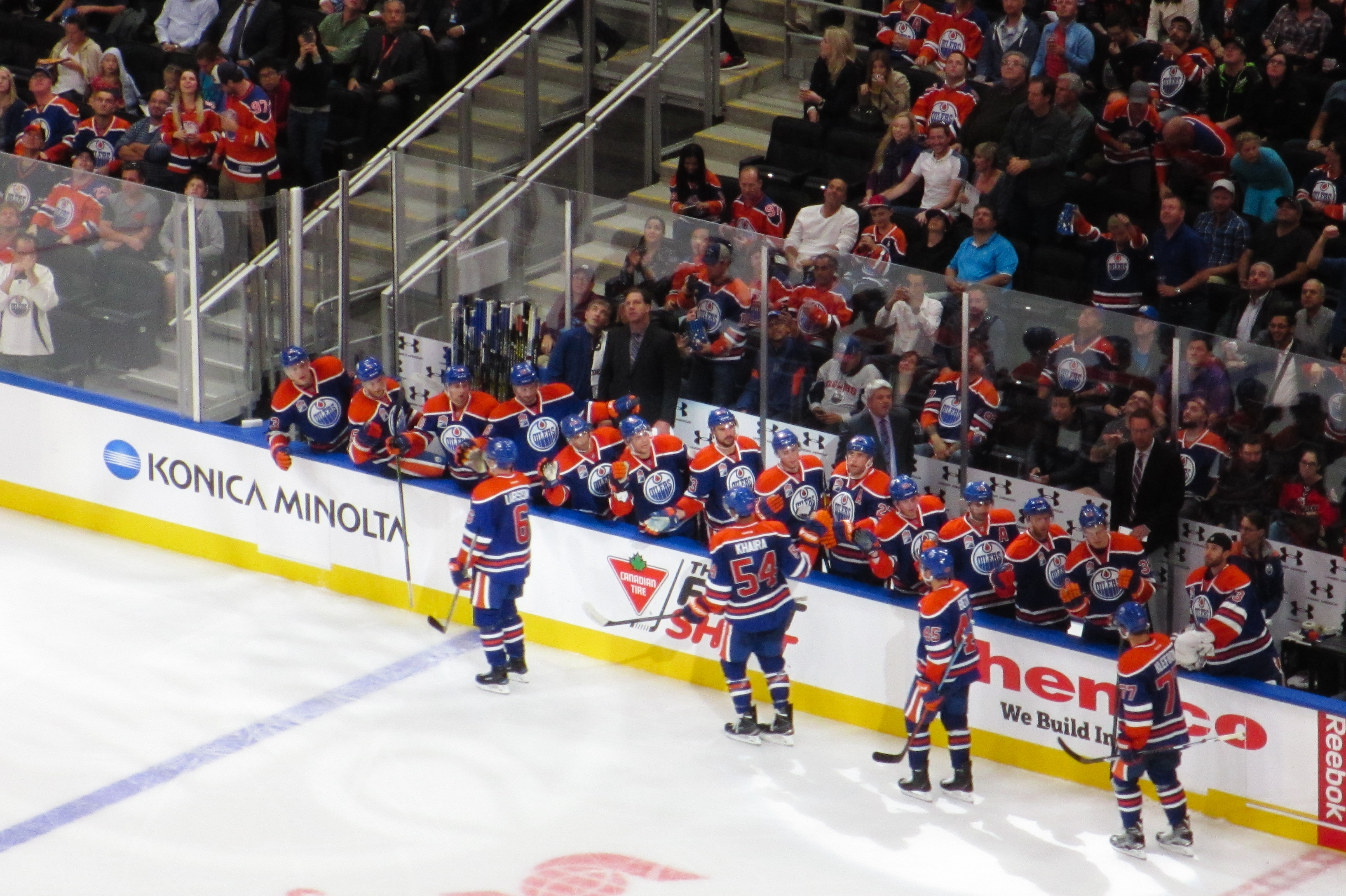
Hokeiści drużyny w sezonie 2016–17

Edmonton Oilers – kanadyjski klub hokejowy z siedzibą w Edmonton (Alberta), występujący w lidze National Hockey League (NHL).

## Historia
Klub został założony w 1971 roku, lecz drużyna swój pierwszy udział w rozgrywkach rozpoczęła w sezonie 1972–73 jeszcze pod nazwą Alberta Oilers, w rozgrywkach World Hockey Association (WHA). Po raz pierwszy w NHL zagrali podczas sezonu 1979–80. Jeden z najbardziej utytułowanych klubów. Do tej pory zdobyli pięć razy Puchar Stanleya co jest czwartym wynikiem w lidze (razem z drużyną Boston Bruins).
Zespół posiada afiliacje w postaci klubów farmerskich w niższych ligach. Tę funkcję pełnią: Bakersfield Condors w American Hockey League (AHL) i Fort Wayne Komets  w East Coast Hockey League (ECHL).
Ostatni większy sukces klubu to awans do finału rozgrywek w sezonie 2005–06, który zakończył się przegraną z Carolina Hurricanes po siedmiu meczach. Kolejne sezony to rokroczny brak kwalifikacji do fazy play-off. Od trzech sezonów Nafciarze są jedną z najsłabszych drużyn w lidze. Skutkuje to jednakże prawem do wyboru młodych zawodników z najwyższych miejsc w drafcie NHL. W ostatnich trzech ecycjach do Edmonton trafiali zawodnicy z nr 1 draftu: w 2010 Taylor Hall, w 2011 Ryan Nugent-Hopkins, w 2012 Rosjanin Nail Jakupow.
Od 2009 do 2013 trenerami byli Pat Quinn, Tom Renney, Ralph Krueger. W czerwcu 2013 szkoleniowcem został mianowany Dallas Eakins. Do 2014 trenerem był Dallas Eakins, do 2015 trenerem był Todd Nelson. W maju 2015 szkoleniowcem został Todd McLellan.  20 listopada 2018, McLellan został zwolniony.  W tym samym dniu Ken Hitchcock został jego następcą.

## Osiągnięcia
- Puchar Stanleya (5): 1984, 1985, 1987, 1988, 1990
- Trofeum Prezydentów (2): 1986, 1987
- Mistrzostwo konferencji (9): 1983, 1984, 1985, 1987, 1988, 1990, 2006, 2024, 2025
- Mistrzostwo dywizji (6): 1982, 1983, 1984, 1985, 1986, 1987

## Sezon po sezonie
| Ostatnie sezony | Ostatnie sezony | Ostatnie sezony | Ostatnie sezony | Ostatnie sezony | Ostatnie sezony | Ostatnie sezony | Ostatnie sezony | Ostatnie sezony | Ostatnie sezony | Ostatnie sezony | Ostatnie sezony | Ostatnie sezony | Ostatnie sezony                                       |
| Sezon           | Konferencja     | Miejsce         | Dywizja         | Miejsce         | Mecze           | Z               | P               | R               | PK              | Pkt             | ZB              | SB              | Wyniki play-off                                       |
| --------------- | --------------- | --------------- | --------------- | --------------- | --------------- | --------------- | --------------- | --------------- | --------------- | --------------- | --------------- | --------------- | ----------------------------------------------------- |
| 2024–25         | Zachodnia       | 6               | Pacyficzna      | 3               | 82              | 48              | 29              | –               | 5               | 101             | 259             | 236             | Porażka w finale z Florida Panthers 2–4               |
|                 |                 |                 |                 |                 |                 |                 |                 |                 |                 |                 |                 |                 |                                                       |
| 2023–24         | Zachodnia       | 5               | Pacyficzna      | 2               | 82              | 49              | 27              | –               | 6               | 104             | 294             | 237             | Porażka w finale z Florida Panthers 3–4               |
|                 |                 |                 |                 |                 |                 |                 |                 |                 |                 |                 |                 |                 |                                                       |
| 2022–23         | Zachodnia       | 2               | Pacyficzna      | 2               | 82              | 50              | 23              | –               | 9               | 109             | 325             | 260             | Porażka w 2. rundzie z Vegas Golden Knights 2–4       |
|                 |                 |                 |                 |                 |                 |                 |                 |                 |                 |                 |                 |                 |                                                       |
| 2021–22         | Zachodnia       | 5               | Pacyficzna      | 2               | 82              | 49              | 27              | –               | 6               | 104             | 290             | 252             | Porażka w finale konferencji z Colorado Avalanche 0–4 |
|                 |                 |                 |                 |                 |                 |                 |                 |                 |                 |                 |                 |                 |                                                       |
| 2020–21         | –               | –               | Północna        | 2               | 56              | 35              | 19              | –               | 2               | 72              | 183             | 154             | Porażka w 1. rundzie z Winnipeg Jets 0–4              |

| Sezony od 2000–01 do 2019–20 | Sezony od 2000–01 do 2019–20         | Sezony od 2000–01 do 2019–20         | Sezony od 2000–01 do 2019–20         | Sezony od 2000–01 do 2019–20         | Sezony od 2000–01 do 2019–20         | Sezony od 2000–01 do 2019–20         | Sezony od 2000–01 do 2019–20         | Sezony od 2000–01 do 2019–20         | Sezony od 2000–01 do 2019–20         | Sezony od 2000–01 do 2019–20         | Sezony od 2000–01 do 2019–20         | Sezony od 2000–01 do 2019–20         | Sezony od 2000–01 do 2019–20                               |
| Sezon                        | Konferencja                          | Miejsce                              | Dywizja                              | Miejsce                              | Mecze                                | Z                                    | P                                    | R                                    | PK                                   | Pkt                                  | ZB                                   | SB                                   | Wyniki play-off                                            |
| ---------------------------- | ------------------------------------ | ------------------------------------ | ------------------------------------ | ------------------------------------ | ------------------------------------ | ------------------------------------ | ------------------------------------ | ------------------------------------ | ------------------------------------ | ------------------------------------ | ------------------------------------ | ------------------------------------ | ---------------------------------------------------------- |
| 2019–20                      | Zachodnia                            | 5                                    | Pacyficzna                           | 2                                    | 71                                   | 37                                   | 25                                   | –                                    | 9                                    | 83                                   | 225                                  | 217                                  | Porażka w rundzie kwalifikacyjnej z Chicago Blackhawks 1–3 |
|                              |                                      |                                      |                                      |                                      |                                      |                                      |                                      |                                      |                                      |                                      |                                      |                                      |                                                            |
| 2018–19                      | Zachodnia                            | 14                                   | Pacyficzna                           | 7                                    | 82                                   | 35                                   | 38                                   | –                                    | 9                                    | 79                                   | 232                                  | 274                                  | –                                                          |
|                              |                                      |                                      |                                      |                                      |                                      |                                      |                                      |                                      |                                      |                                      |                                      |                                      |                                                            |
| 2017–18                      | Zachodnia                            | 12                                   | Pacyficzna                           | 6                                    | 82                                   | 36                                   | 40                                   | –                                    | 6                                    | 78                                   | 234                                  | 263                                  | –                                                          |
|                              |                                      |                                      |                                      |                                      |                                      |                                      |                                      |                                      |                                      |                                      |                                      |                                      |                                                            |
| 2016–17                      | Zachodnia                            | 4                                    | Pacyficzna                           | 2                                    | 82                                   | 47                                   | 26                                   | –                                    | 9                                    | 103                                  | 247                                  | 212                                  | Porażka w 2. rundzie z Anaheim Ducks 3–4                   |
|                              |                                      |                                      |                                      |                                      |                                      |                                      |                                      |                                      |                                      |                                      |                                      |                                      |                                                            |
| 2015–16                      | Zachodnia                            | 11                                   | Pacyficzna                           | 7                                    | 82                                   | 31                                   | 43                                   | –                                    | 8                                    | 70                                   | 203                                  | 245                                  | –                                                          |
|                              |                                      |                                      |                                      |                                      |                                      |                                      |                                      |                                      |                                      |                                      |                                      |                                      |                                                            |
| 2014–15                      | Zachodnia                            | 13                                   | Pacyficzna                           | 6                                    | 82                                   | 24                                   | 44                                   | –                                    | 14                                   | 62                                   | 198                                  | 283                                  | –                                                          |
|                              |                                      |                                      |                                      |                                      |                                      |                                      |                                      |                                      |                                      |                                      |                                      |                                      |                                                            |
| 2013–14                      | Zachodnia                            | 11                                   | Pacyficzna                           | 7                                    | 82                                   | 29                                   | 44                                   | –                                    | 9                                    | 67                                   | 203                                  | 270                                  | –                                                          |
|                              |                                      |                                      |                                      |                                      |                                      |                                      |                                      |                                      |                                      |                                      |                                      |                                      |                                                            |
| 2012–13                      | Zachodnia                            | 12                                   | Północno-Zachodnia                   | 3                                    | 48                                   | 19                                   | 22                                   | –                                    | 7                                    | 45                                   | 125                                  | 134                                  | –                                                          |
|                              |                                      |                                      |                                      |                                      |                                      |                                      |                                      |                                      |                                      |                                      |                                      |                                      |                                                            |
| 2011–12                      | Zachodnia                            | 14                                   | Północno-Zachodnia                   | 5                                    | 82                                   | 32                                   | 40                                   | –                                    | 10                                   | 74                                   | 212                                  | 239                                  | –                                                          |
|                              |                                      |                                      |                                      |                                      |                                      |                                      |                                      |                                      |                                      |                                      |                                      |                                      |                                                            |
| 2010–11                      | Zachodnia                            | 15                                   | Północno-Zachodnia                   | 5                                    | 82                                   | 25                                   | 45                                   | –                                    | 12                                   | 62                                   | 193                                  | 269                                  | –                                                          |
|                              |                                      |                                      |                                      |                                      |                                      |                                      |                                      |                                      |                                      |                                      |                                      |                                      |                                                            |
| 2009–10                      | Zachodnia                            | 15                                   | Północno-Zachodnia                   | 5                                    | 82                                   | 27                                   | 47                                   | –                                    | 8                                    | 62                                   | 214                                  | 284                                  | –                                                          |
|                              |                                      |                                      |                                      |                                      |                                      |                                      |                                      |                                      |                                      |                                      |                                      |                                      |                                                            |
| 2008–09                      | Zachodnia                            | 11                                   | Północno-Zachodnia                   | 4                                    | 82                                   | 38                                   | 35                                   | –                                    | 9                                    | 85                                   | 234                                  | 248                                  | –                                                          |
|                              |                                      |                                      |                                      |                                      |                                      |                                      |                                      |                                      |                                      |                                      |                                      |                                      |                                                            |
| 2007–08                      | Zachodnia                            | 9                                    | Północno-Zachodnia                   | 4                                    | 82                                   | 41                                   | 35                                   | –                                    | 6                                    | 88                                   | 235                                  | 251                                  | –                                                          |
|                              |                                      |                                      |                                      |                                      |                                      |                                      |                                      |                                      |                                      |                                      |                                      |                                      |                                                            |
| 2006–07                      | Zachodnia                            | 12                                   | Północno-Zachodnia                   | 5                                    | 82                                   | 32                                   | 43                                   | –                                    | 7                                    | 71                                   | 195                                  | 248                                  | –                                                          |
|                              |                                      |                                      |                                      |                                      |                                      |                                      |                                      |                                      |                                      |                                      |                                      |                                      |                                                            |
| 2005–06                      | Zachodnia                            | 8                                    | Północno-Zachodnia                   | 3                                    | 82                                   | 41                                   | 28                                   | –                                    | 13                                   | 95                                   | 256                                  | 251                                  | Porażka w finale z Carolina Hurricanes 3–4                 |
|                              |                                      |                                      |                                      |                                      |                                      |                                      |                                      |                                      |                                      |                                      |                                      |                                      |                                                            |
| 2004–05                      | sezon nie odbył się z powodu lokautu | sezon nie odbył się z powodu lokautu | sezon nie odbył się z powodu lokautu | sezon nie odbył się z powodu lokautu | sezon nie odbył się z powodu lokautu | sezon nie odbył się z powodu lokautu | sezon nie odbył się z powodu lokautu | sezon nie odbył się z powodu lokautu | sezon nie odbył się z powodu lokautu | sezon nie odbył się z powodu lokautu | sezon nie odbył się z powodu lokautu | sezon nie odbył się z powodu lokautu | sezon nie odbył się z powodu lokautu                       |
|                              |                                      |                                      |                                      |                                      |                                      |                                      |                                      |                                      |                                      |                                      |                                      |                                      |                                                            |
| 2003–04                      | Zachodnia                            | 9                                    | Północno-Zachodnia                   | 4                                    | 82                                   | 36                                   | 29                                   | 12                                   | 5                                    | 89                                   | 221                                  | 208                                  | –                                                          |
|                              |                                      |                                      |                                      |                                      |                                      |                                      |                                      |                                      |                                      |                                      |                                      |                                      |                                                            |
| 2002–03                      | Zachodnia                            | 8                                    | Północno-Zachodnia                   | 4                                    | 82                                   | 36                                   | 26                                   | 11                                   | 9                                    | 92                                   | 231                                  | 230                                  | Porażka w 1. rundzie z Dallas Stars 2–4                    |
|                              |                                      |                                      |                                      |                                      |                                      |                                      |                                      |                                      |                                      |                                      |                                      |                                      |                                                            |
| 2001–02                      | Zachodnia                            | 9                                    | Północno-Zachodnia                   | 3                                    | 82                                   | 38                                   | 28                                   | 12                                   | 4                                    | 92                                   | 205                                  | 182                                  | –                                                          |
|                              |                                      |                                      |                                      |                                      |                                      |                                      |                                      |                                      |                                      |                                      |                                      |                                      |                                                            |
| 2000–01                      | Zachodnia                            | 6                                    | Północno-Zachodnia                   | 2                                    | 82                                   | 39                                   | 28                                   | 12                                   | 3                                    | 93                                   | 243                                  | 222                                  | Porażka w 1. rundzie z Dallas Stars 2–4                    |

Legenda:

Z = Zwycięstwa, P = Porażki, R = Remisy (do sezonu 2004–05), PK = Porażki po dogrywce lub karnych, Pkt = Punkty, ZB = Bramki zdobyte, SB = Bramki stracone
| Puchar Stanleya | Finał | Mistrz Konferencji | Mistrz Dywizji | Awans do play-off | Trofeum Prezydentów |

## Rekordy zespołu

### Najlepsi zawodnicy sezonu zasadniczego
Legenda:

Poz. = Pozycja; M = Mecze; G = Gole; A = Asysty; Pkt = Punkty; P/M = Średnia punktów na mecz

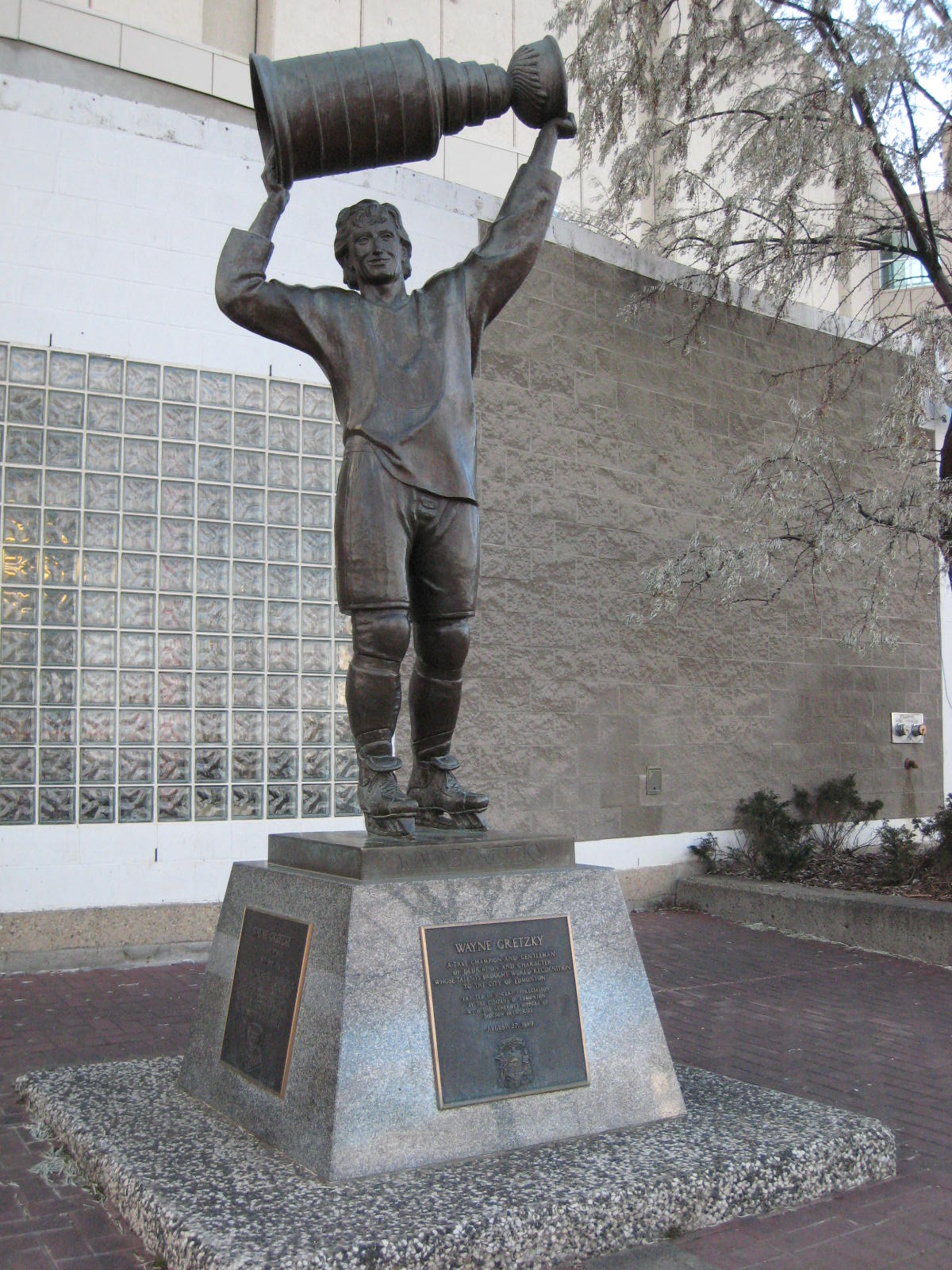
Pomnik Wayne'a Gretzky'ego w Edmonton

- – zawodnik obecnie gra w drużynie

Stan na sezon zasadniczy 2024–25
| Zawodnik            | Poz.      | M   | G   | A    | Pkt  | P/M  |
| ------------------- | --------- | --- | --- | ---- | ---- | ---- |
| Wayne Gretzky       | Napastnik | 768 | 626 | 1147 | 1773 | 2.31 |
| Connor McDavid      | Napastnik | 712 | 361 | 721  | 1082 | 1.52 |
| Jari Kurri          | Napastnik | 754 | 474 | 569  | 1043 | 1.38 |
| Mark Messier        | Napastnik | 851 | 392 | 642  | 1034 | 1.22 |
| Leon Draisaitl      | Napastnik | 790 | 399 | 557  | 956  | 1.21 |
| Glenn Anderson      | Napastnik | 845 | 417 | 489  | 906  | 1.07 |
| Ryan Nugent-Hopkins | Napastnik | 959 | 271 | 477  | 748  | .78  |
| Paul Coffey         | Obrońca   | 532 | 209 | 460  | 669  | 1.26 |
| Ryan Smyth          | Napastnik | 971 | 296 | 335  | 631  | .65  |
| Doug Weight         | Napastnik | 588 | 157 | 420  | 577  | .98  |

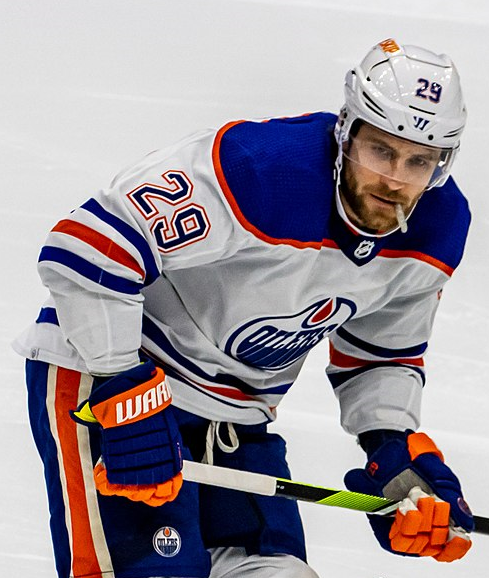
L. Draisaitl
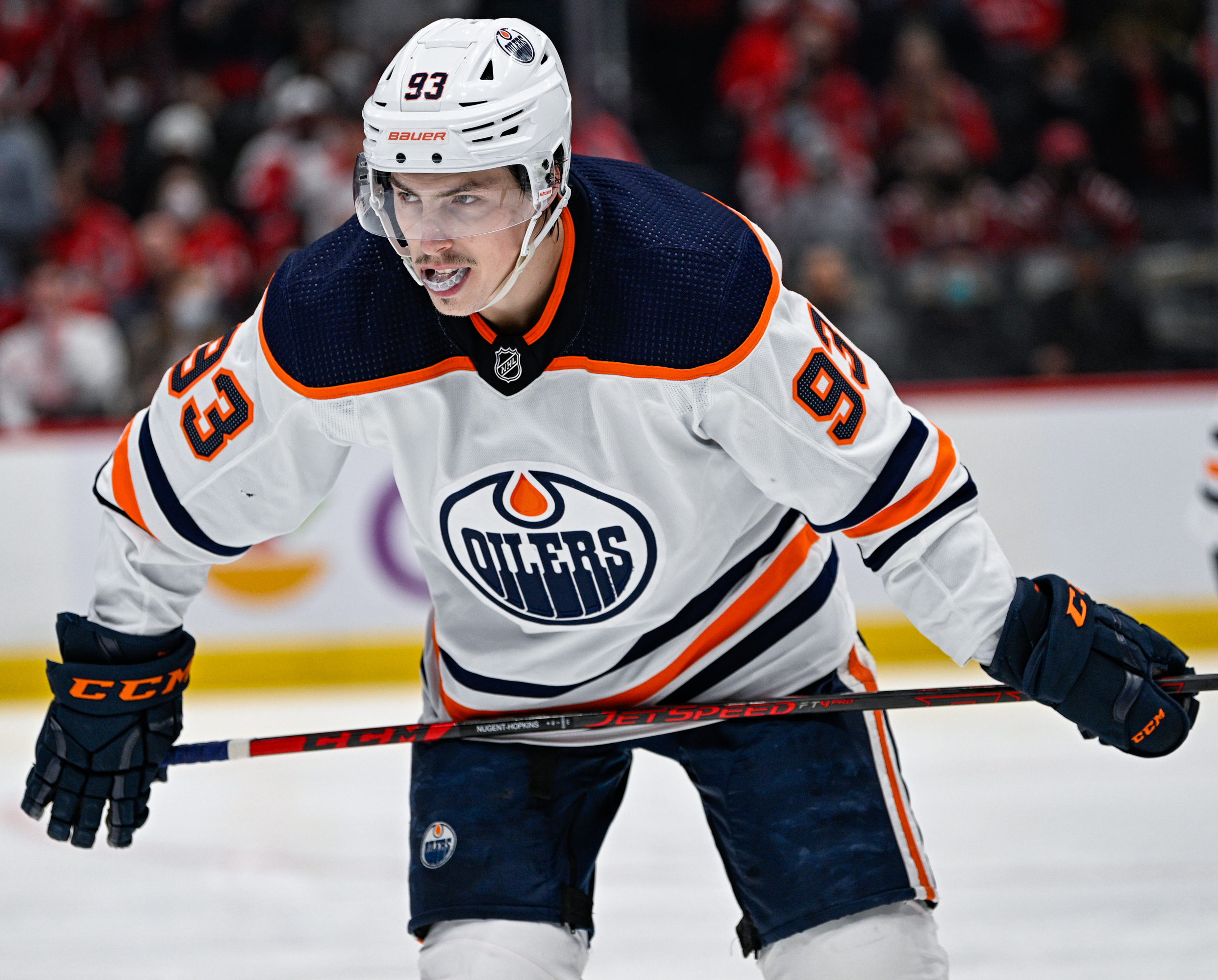
R. Nugent-Hopkins

### Statystyki pojedynczych sezonów
- Najwięcej bramek: Wayne Gretzky, 92 (1981–82)
- Najwięcej asyst: Wayne Gretzky, 163 (1985–86)
- Najwięcej punktów: Wayne Gretzky, 215 (1985–86)
- Najwięcej karnych minut: Steve Smith, 286 (1987–88)
- Najwięcej bramek obrońcy: Paul Coffey, 48 (1985–86)
- Najwięcej punktów obrońcy: Paul Coffey, 138 (1985–86)
- Najwięcej bramek debiutanta: Jason Arnott, 33 (1992–93)
- Najwięcej asyst debiutanta: Jari Kurri, 43 (1980–81)
- Najwięcej punktów debiutanta: Jari Kurri, 75 (1980–81)
- Najwięcej zwycięstw bramkarza: Cam Talbot, 42 (2016–17)
- Najwięcej czystych kont bramkarza: Curtis Joseph i Tommy Salo, 8 (1997–98 i 2000–01)

## Zawodnicy
W drużynie zadebiutował w sezonie 1979–80 jeden z najwybitniejszych hokeistów w historii – Wayne Gretzky, natomiast w latach 1995–1997 klub reprezentował polski hokeista Mariusz Czerkawski.

### Kapitanowie drużyny
- Al Hamilton, 1972–1976
- Glen Sather, 1976–1977
- Paul Shmyr, 1977–1979
- Ron Chipperfield, 1979–1980
- Blair MacDonald, 1980–1981
- Lee Fogolin, 1981–1983
- Wayne Gretzky, 1983–1988
- Mark Messier, 1988–1991
- Kevin Lowe, 1991–1992
- Craig MacTavish, 1992–1994
- Shayne Corson, 1995
- Kelly Buchberger, 1995–1999
- Doug Weight, 1999–2001
- Jason Smith, 2001–2007
- Ethan Moreau, 2007–2010
- Shawn Horcoff, 2010–2013
- Andrew Ference, 2013–2015
- Ryan Smyth, 2014 (jeden mecz)
- Connor McDavid, od 2016

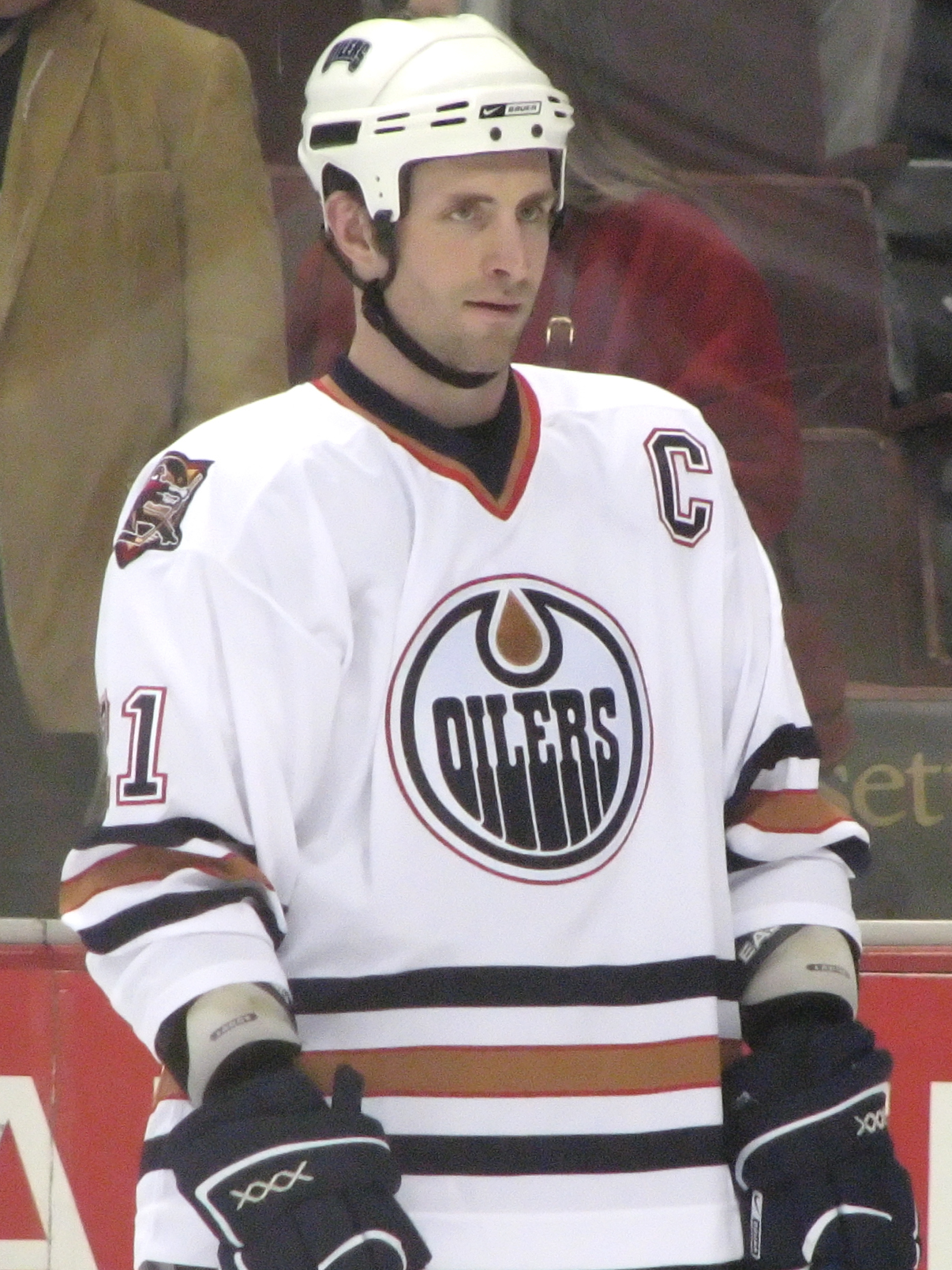
J. Smith
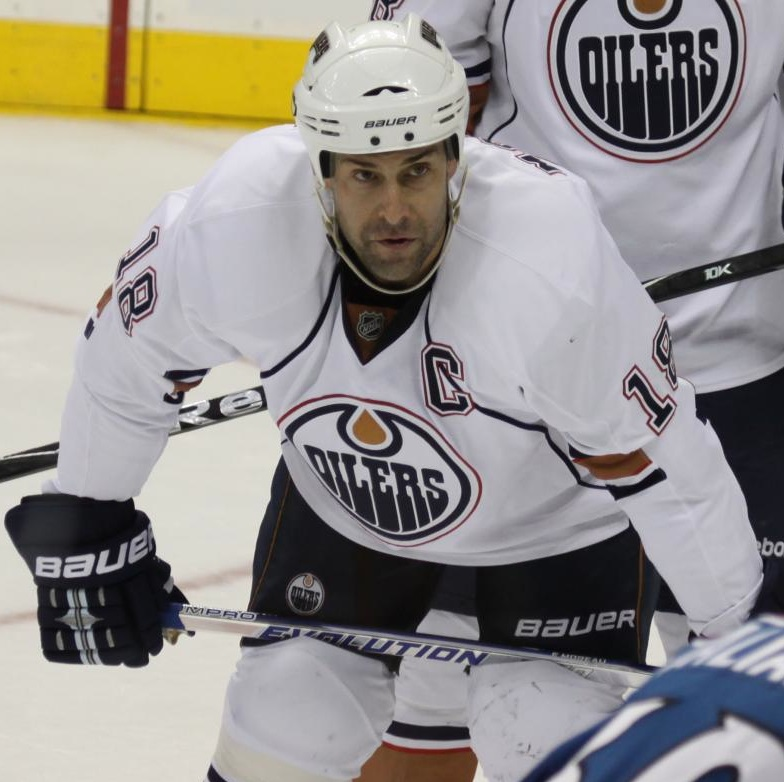
E. Moreau
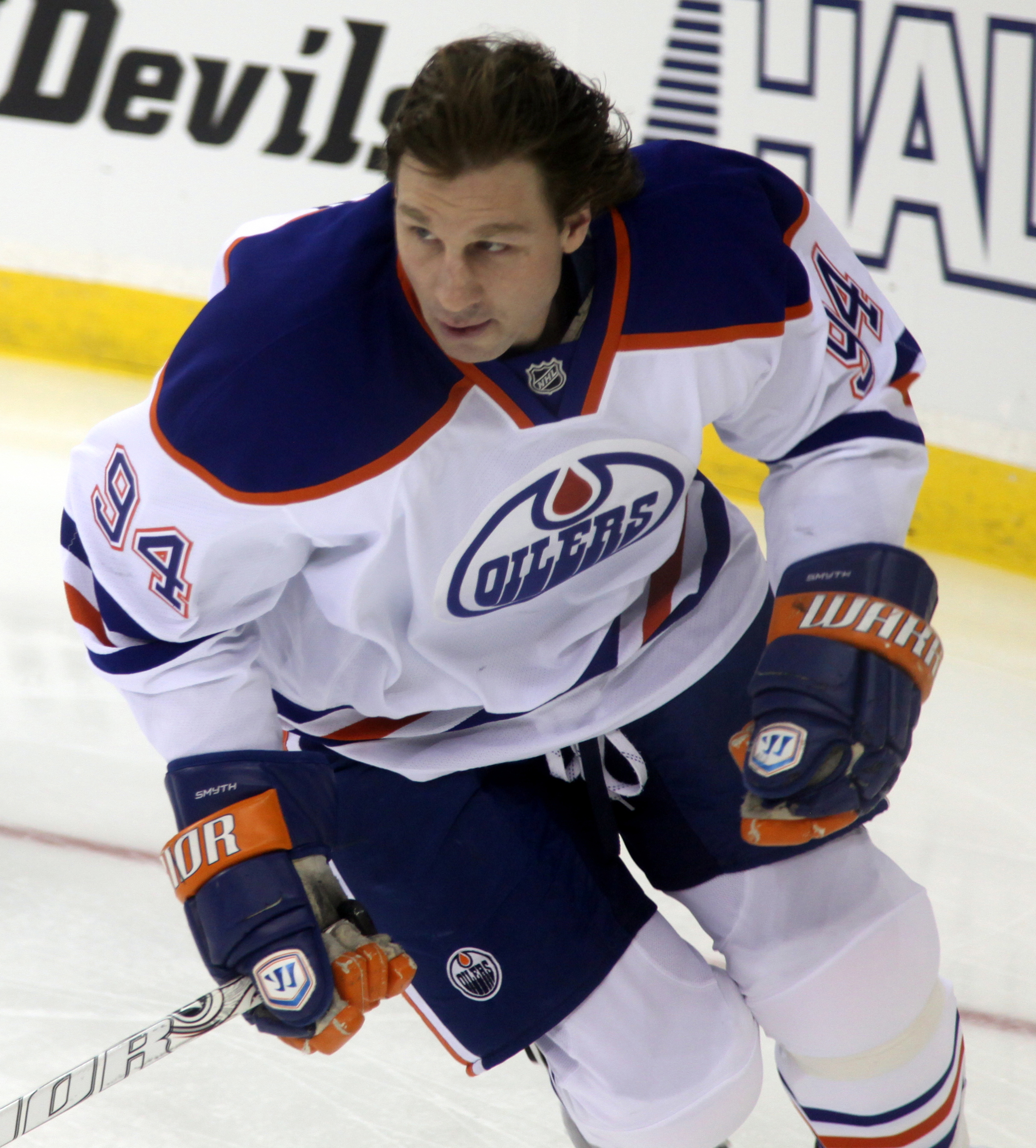
R. Smyth
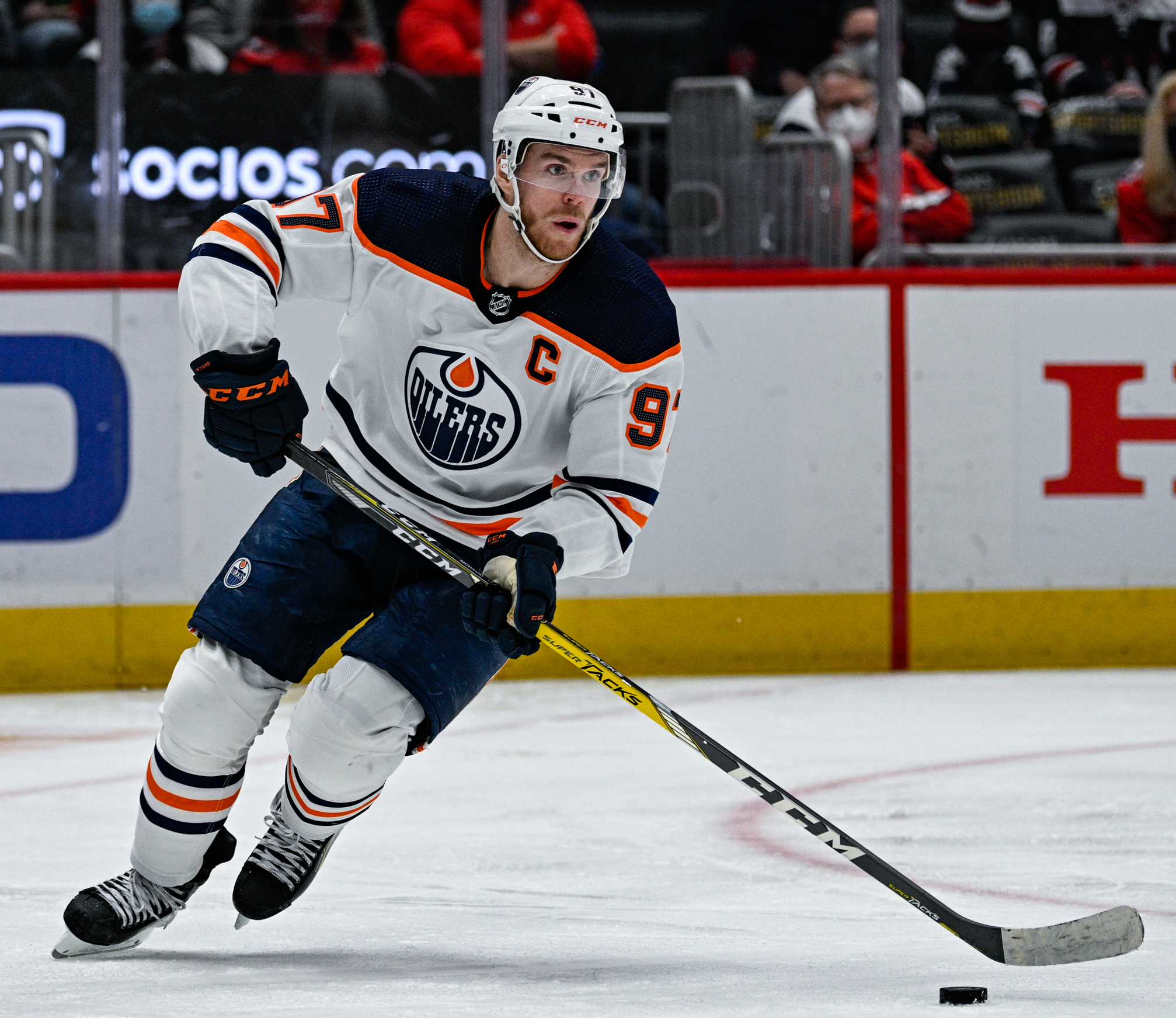
C. McDavid

### Numery zastrzeżone
| Numer | Zawodnik                           | Pozycja                              | Kariera                              | Data zastrzeżenia                    |
| ----- | ---------------------------------- | ------------------------------------ | ------------------------------------ | ------------------------------------ |
| 3     | Al Hamilton                        | Obrońca                              | 1972–1980                            | 10 października 1980                 |
| 4     | Kevin Lowe                         | Obrońca                              | 1979–1992 1996–1997                  | 5 listopada 2021                     |
| 7     | Paul Coffey                        | Obrońca                              | 1980–1987                            | 18 października 2005                 |
| 9     | Glenn Anderson                     | Napastnik                            | 1980–1991 1995–1996                  | 18 stycznia 2009                     |
| 11    | Mark Messier                       | Napastnik                            | 1979–1991                            | 27 lutego 2007                       |
| 17    | Jari Kurri                         | Napastnik                            | 1980–1990                            | 6 października 2001                  |
| 31    | Grant Fuhr                         | Bramkarz                             | 1981–1991                            | 9 października 2003                  |
| 35421 | Rod Phillips (dziennikarz radiowy) | Rod Phillips (dziennikarz radiowy)   | Rod Phillips (dziennikarz radiowy)   | 29 marca 2011                        |
|       |                                    |                                      |                                      |                                      |
| 99    | Wayne Gretzky                      | Numer zastrzeżony dla całej ligi NHL | Numer zastrzeżony dla całej ligi NHL | Numer zastrzeżony dla całej ligi NHL |

- 1 Numer oznacza ilość komentowanych w radiu meczów Edmonton Oilers.

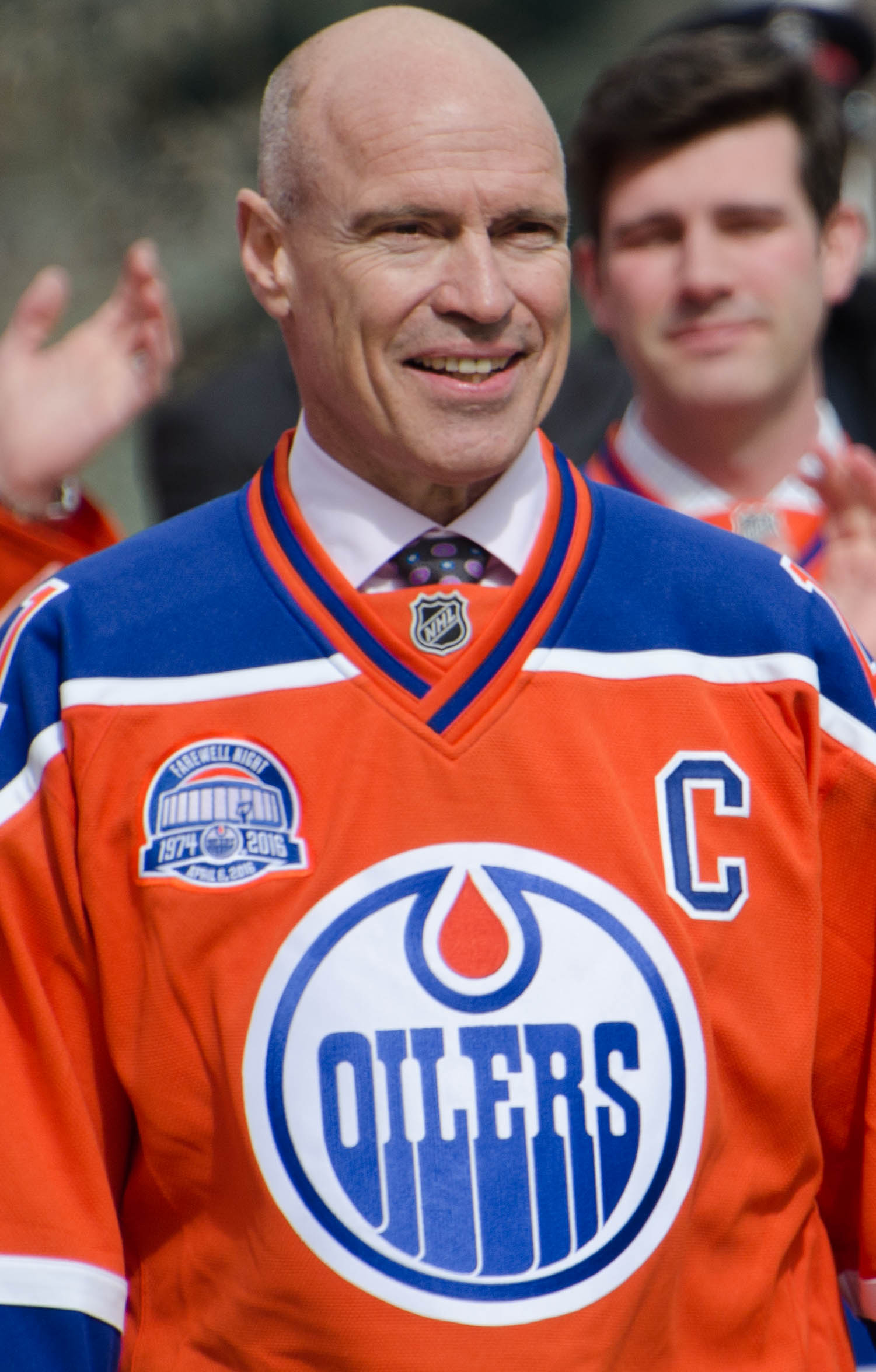
M. Messier
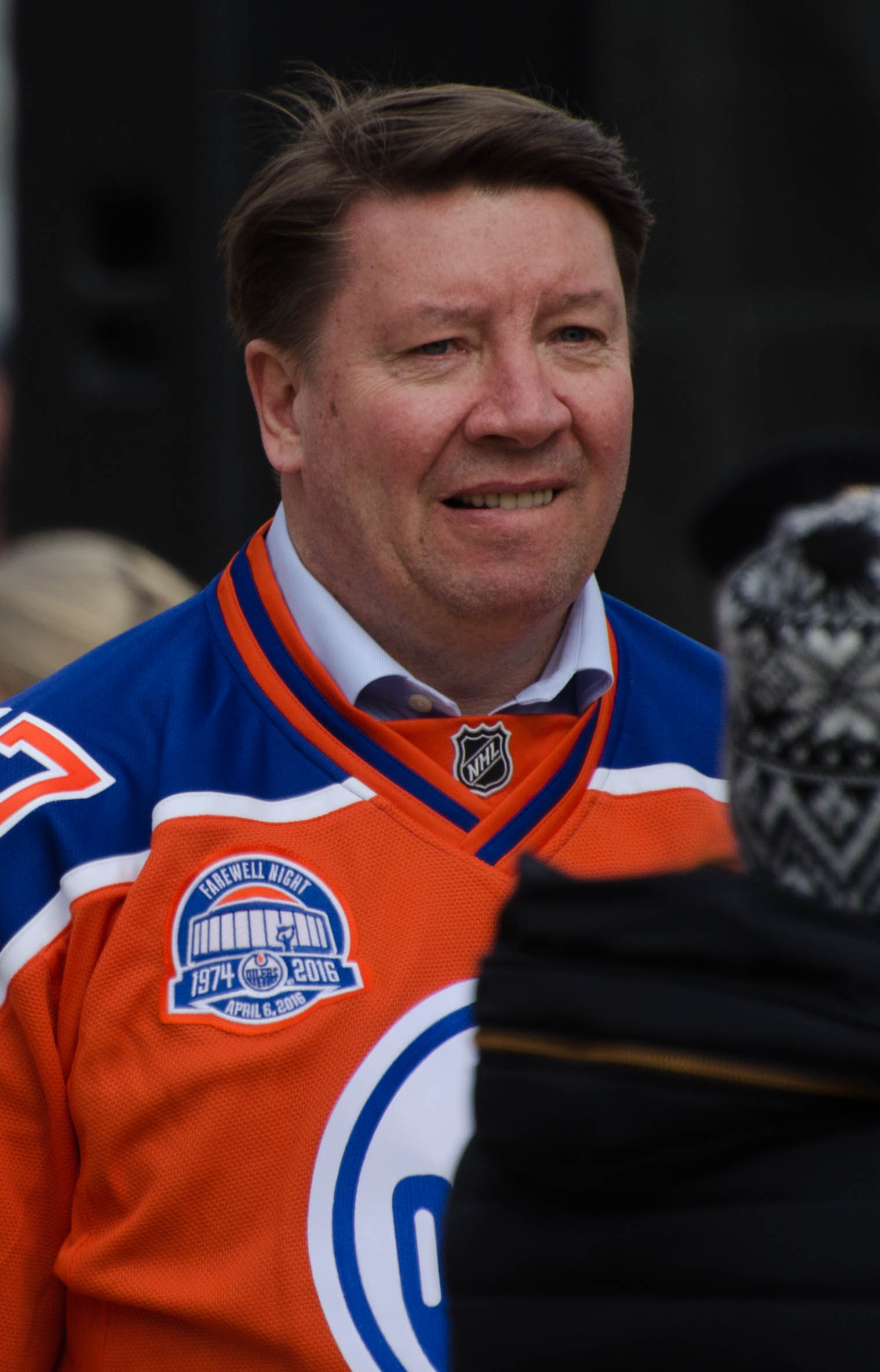
J. Kurri
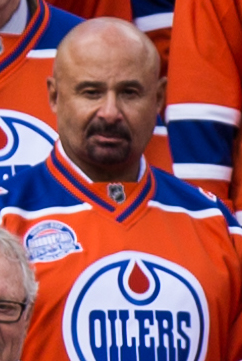
G. Fuhr
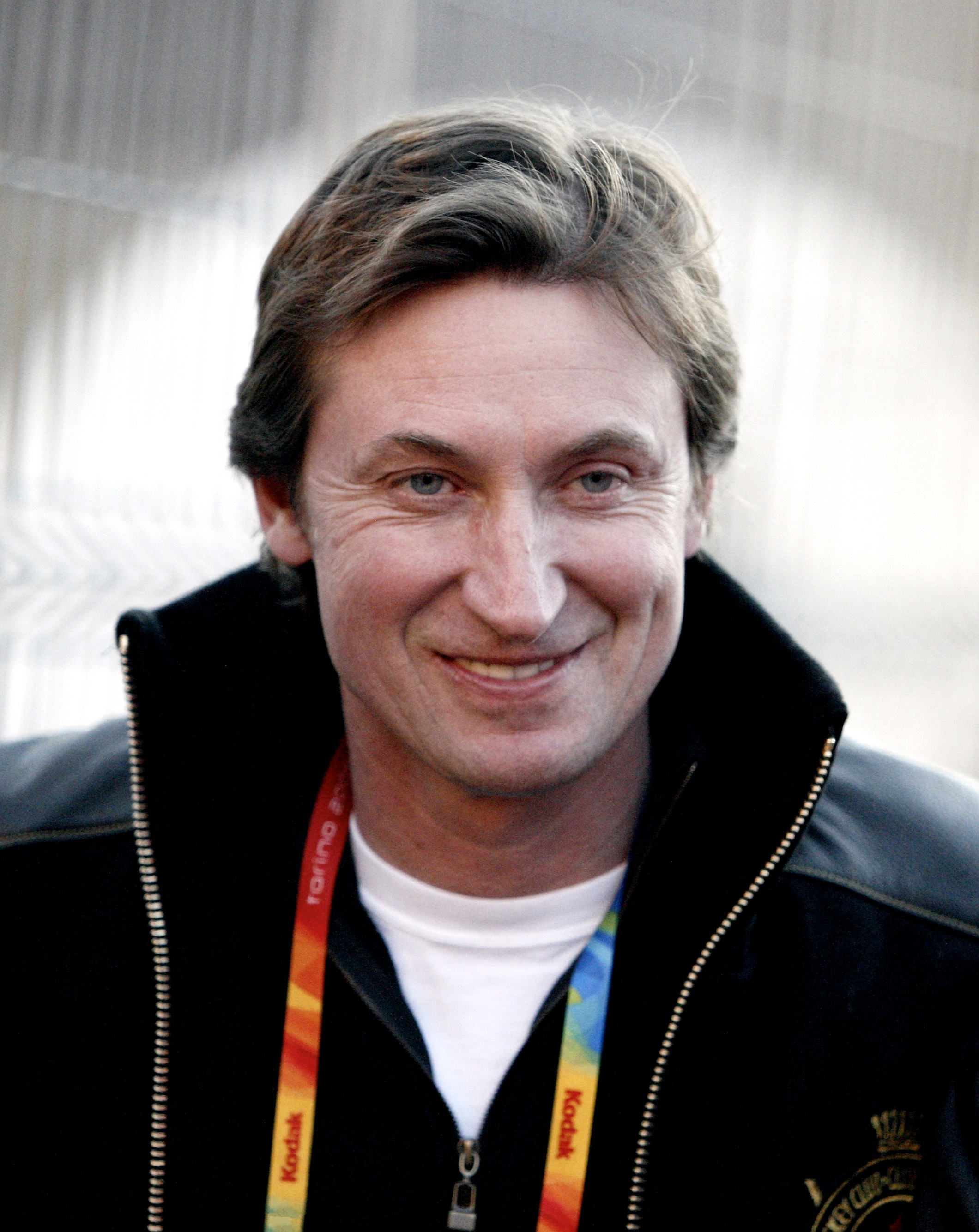
W. Gretzky